# Грачія
Грачія (вірм. Հրաչյա) — легендарний цар Вірменії, який правив державою у 630–590 роках до н. е.
За часів його правління Вірменія, фактично, була інтегральною формою державного утворення, що складалось із трьох царств. Мовсес Хоренаці писав, що Грачія вважався сучасним Навуходоносором.